# Marquesado de San Juan de Piedras Albas
El marquesado de San Juan de Piedras Albas es un título nobiliario español otorgado por el rey Carlos II el 31 de agosto de 1690, con real despacho del mismo rey de 16 de agosto de 1691 y con grandeza de España otorgada por Felipe V de España desde 15 de diciembre de 1739.

## Denominación
La denominación del título hace referencia al municipio de Piedras Albas, en la provincia de Cáceres.

## Marqueses de San Juan de Piedras Albas
|                        | Titular                                                | Periodo                |
| Creación por Carlos II | Creación por Carlos II                                 | Creación por Carlos II |
| ---------------------- | ------------------------------------------------------ | ---------------------- |
| I                      | Francisco Silvestre Pizarro Piccolomini de Aragón      | 1690-1736              |
| II                     | Juan de la Cruz Pizarro Piccolomini de Aragón          | 1736-1771              |
| III                    | Florencia Pizarro Piccolomini de Aragón y Herrera      | 1771-1794              |
| IV                     | Juan de la Cruz Bellvís de Moncada y Pizarro           | 1794-1835              |
| V                      | Antonio Ciriaco Bellvís de Moncada y Álvarez de Toledo | 1835-1842              |
| VI                     | María de la Encarnación Bellvís de Moncada Palafox     | 1842-1874              |
| VII                    | Bernardino de Melgar y Abreu                           | 1910-1942              |
| VIII                   | María de los Dolores de Melgar y Hernández             | 1952-1977              |
| IX                     | María del Campanar de Melgar y Hernández               | 1981-1992              |
| X                      | José Luis de Narváez y Melgar                          | 1992-1994              |
| XI                     | José María de Narváez y Muguiro                        | 1997-actual titular    |

## Historia de los marqueses de San Juan de Piedras Albas
- Francisco Silvestre Pizarro Piccolomini de Aragón (m. 14 de febrero de 1736), I marqués de San Juan de Piedras Albas, mayordomo y caballerizo de la reina.[3]

Casó, el 29 de febrero de 1696, con Isabel Rubín de Celis y Fajardo. Le sucedió su hijo.
- Juan de la Cruz Pizarro Piccolomini de Aragón (m. 18 de enero de 1881), II marqués de San Juan de Piedras Albas, grande de España,[3] sumiller de corps, mayordomo y primer caballerizo del rey, presidente del Supremo Consejo de Indias.[3]

Casó, el 11 de agosto de 1725, con Juana Josefa de Herrera Ayala y Llarena.  Le sucedió su hija:
- Florencia Pizarro Piccolomini de Aragón y Herrera (Madrid, 20 de junio de 1727-Madrid, 4 de agosto de 1794),[4] III marquesa de San Juan de Piedras Albas, grande de España.[3]

Casó en primeras nupcias, el 24 de agosto de 1745, con Antonio de Herrera y Ayala (m. 18 de mayo de 1748), marqués de Adeje y conde de la Gomera. Contrajo un segundo matrimonio el 17 de febrero de 1754 con Pascual Benito Bellvís de Moncada y Pizarro, XIV marqués de Mondejar, VIII marqués de Villamayor de las Ibernias, II marqués de Bélgida, VI marqués de Benavites, X conde de Villardompardo, etc. Le sucedió el hijo del segundo matrimonio:
- Juan de la Cruz Belvís de Moncada y Pizarro (Madrid, 1 de diciembre de 1756-Madrid, 20 de octubre de 1835),[7] IV marqués de San Juan de Piedras Albas,{Harvnp|Salazar y Acha|2012|p=298}} XV marqués de Mondéjar, dos veces grande de España,[8] III marqués de Bélgida,[9] VII marqués de Benavites, IX marqués de Villamayor de las Ibernias, IV marqués de San Juan de Piedras Albas, Grande de España,[3] marqués de Vallhermoso de Tajuña, VIII marqués de Adeje, X marqués de Agrópoli, marqués de Orellana la Vieja, VI conde de Villamonte, XI conde de Villardompardo, XII conde de la Gomera, VII conde de Sallent, XIII conde de Tendilla, conde del Sacro Romano Imperio, etc.[10] Fue también alférez mayor perpetuo de la ciudad de Jaén, alcaide de la Alhambra, caballero de la Orden del Toisón de Oro, de la Orden de Carlos III, gentilhombre de cámara, mayordomo mayor de palacio, sumiller de corps, caballerizo, menino, ballestero y montero mayor del rey Carlos IV y maestrante de Valencia.[11]

Contrajo matrimonio, en Madrid el 4 de abril de 1774, con María de la Encarnación Álvarez de Toledo y Gonzaga, dama de la reina y de la Orden de las Damas Nobles de la Reina María Luisa, hija de Antonio Álvarez de Toledo y Osorio, X marqués de Villafrancadel Bierzo, y de su segunda esposa María Antonia Gonzaga y Caracciolo. Le sucedió su hijo:
- Antonio Ciriaco Belvís de Moncada y Álvarez de Toledo (Madrid, 8 de agosto de 1775-Madrid, 10 de agosto de 1842), V marqués de San Juan de Piedras Albas,[3] XVI marqués de Mondéjar,[8] dos veces grande de España, IV marqués de Bélgida,[12] X marqués de Villamayor de las Ibernias,[11] XI marqués de Agrópolis,[13] ÍX marqués de Adeje, VII marqués de Orellana la Vieja, VIII marqués de Benavites, XIX conde de Tendilla, XII conde de Villardompardo, XIII conde de la Gomera, VIII conde de Villamonte, VIII conde de Sallent, XVI conde de Coruña, vizconde de Torija, conde del Sacro Romano Imperio, etc.[14]

Casó, en Madrid el 16 de enero de 1799, con María Benita de los Dolores Palafox y Portocarrero (1782-1864), hija de Felipe Palafox y Croy y de María Francisca de Sales Portocarrero, VI condesa de Montijo. Le sucedió su hija:
- María de la Encarnación Bellvís de Moncada Palafox y Pizarro (Madrid, 3 de marzo de 1803-Albares, 6 de marzo de 1874), VI marquesa de San Juan de Piedras Albas por cesión de distribución de su padre el 14 de mayo de 1849.[16][3]

Se casó en Burdeos el 15 de mayo de 1845 con Félix Alcalá-Galiano y Bermúdez. Le sucedió su sobrino, hijo de Juan de Melgar y Quintano y de María del Campaner Álvarez de Abreu y Álvarez de las Asturias Bohorques.
- Bernardino de Melgar y Álvarez de Abreu (Mondragón,15 de octubre de 1863-Madrid, 11 de enero de 1942), VII marqués de San Juan de Piedras Albas, desde el 3 de febrero de 1910, IX marqués de Benavites, título que rehabilitó en 1893, VI marqués de Canales de Chozas, senador por la provincia de Murcia, consejero de Estado y miembro de la Real Academia de la Historia.[17][3]

Casó, el 24 de septiembre de 1892, con María de los Dolores Hernández y Torres. Le sucedió su hija:
- María de los Dolores de Melgar y Hernández (m. 16 de diciembre de 1977), VIII marquesa de San Juan de Piedras Albas[18] y marquesa de Benavites.[18]

Casó,el 30 de octubre de 1937, con Manuel García de Iraola. Le sucedió su hermana:
- María del Campanar de Melgar y Hernández (m. 8 de abril de 1986), IX marquesa de San Juan de Piedras Albas.[19][20]

Casó, el 8 de mayo de 1918, con Ramón de Narváez y Pérez de Guzmán el Bueno, marqués de Espeja. Le sucedió su hijo:
- José Luis de Narváez y Melgar (m. 4 de marzo de 1994), X marqués de San Juan de Piedras Albas.[19][21]

Casó, el 8 de mayo de 1947 con María Antonia Muguiro y Ximénez de Sandoval. Le sucedió su hijo:
- José María de Narváez y Muguiro, XI marqués de San Juan de Piedras Albas.[19]

Casó, el 17 de septiembre de 1984, con Marta Rodríguez Camacho.